# 先豐服務
先豐服務集團有限公司（英語：Frontier Service Group，簡稱先豐服務集團、先豐服務。原先經營數字媒體等行業，現時主要業務在全球經營安保、物流和保险综合服务。
集团总部位于香港，业务总部位于北京，并在上海、昆明、迪拜、马耳他、内罗毕和开普敦等地设有分支机构。据公司官网介绍，先丰主要面向“一带一路”沿线的非洲、中亚和东南亚地区提供服务。
2016年5月收购了位于北京的国际安全与防卫学院（ISDC）25%的股权。
2023年6月12日，先豐服務被美國列入出口管制名單。

## 連結
- 先豐服務集團（页面存档备份，存于）